# Kylesku
Kylesku (Schots-Gaelisch: An Caolas Cumhang) is een afgelegen dorp in het westen van Sutherland, Schotland ten noorden van Lochinver.
Kylesku ligt op de plaats waar twee sea lochs, Loch Glencoul and Loch Glendhu, samenkomen en Loch Cairnbawn vormen. Vanaf ongeveer 1800 tot 1984 was er een veerdienst op deze plaats die voer tussen Kylesku en het aan de andere kant van Loch Cairnbawn gelegen Kylestrome. In 1984 opende Elizabeth II de 276 meter lange Kylesku Bridge, die het 130 meter brede Loch Cairnbawn overspant.
In de buurt van Kylesku ligt Eas a' Chual Aluinn, met een hoogte van 200 meter de hoogste waterval van het Verenigd Koninkrijk.